# Thylacinus yorkellus
Thylacinus yorkellus is een uitgestorven buidelwolf. Deze soort leefde tijdens de overgang van het Mioceen naar het Plioceen in Australië. 

## Kenmerken
Thylacinus yorkellus was met een geschat gewicht van 16 tot 18 kg een relatief kleine buidelwolf. 

## Fossiele vondsten
Fossielen van Thylacinus yorkellus zijn gevonden in de Corra-Lynn-grotten bij Curramulka op het schiereiland Yorke in Zuid-Australië. Het holotype is een incomplete linker onderkaak met een hoektand, drie valse kiezen en twee kiezen. Daarnaast is een geïsoleerde kies van Thylacinus yorkellus gevonden. De vondsten dateren uit het Laat-Mioceen of waarschijnlijker Vroeg-Plioceen, ongeveer 5 miljoen jaar geleden.

## Verwantschap
Thylacinus yorkellus is het zustertaxon van de buidelwolf (Thylacinus cynocephalus). De soort is minder nauw verwant aan de twee andere Thylacinus-buidelwolven uit het Laat-Mioceen, Thylacinus potens en Thylacinus megiriani. Aangezien deze drie soorten binnen een periode van twee tot drie miljoen jaar leefden, vormen ze waarschijnlijk geen directe ontwikkelingslijn, aangezien dat een onrealistisch snelle ontwikkeling binnen het geslacht Thylacinus zou betekenen. Waarschijnlijker is dat het geslacht een evolutionaire radiatie doormaakte in het Laat-Mioceen.